# Valaciclovir
Le valaciclovir (ou valacyclovir dans les pays anglophones) est un médicament antiviral indiqué dans le traitement du zona, de l'herpès labial et de l'herpès génital chez les personnes immunocompétentes, ainsi que pour le contrôle de l’herpès génital récurrent chez les personnes infectées par le VIH. Il permet aussi le traitement de certaines infections par cytomégalovirus. C’est un promédicament de l’aciclovir, qui est métabolisé par le foie en valine et en aciclovir avec une biodisponibilité considérablement supérieure. On note une hydrolyse complète et rapide en aciclovir avant le passage dans la circulation systémique.

## Développement
Le valaciclovir appartient à une famille de molécules inventée et brevetée en 1982 par Paolo Cornaglia Ferraris (EP0077460 A2, CA1258149A1, DE3273785D1, EP0077460A3, EP0077460B1, US4567182). Le valaciclovir a été développé au cours des années 1990 par le laboratoire pharmaceutique Burroughs-Wellcome (devenu GSK) sous la référence BW-256U87. La molécule est un ester formé entre l'aciclovir et l'acide aminé L-valine. Cette combinaison permet d'obtenir une biodisponibilité par voie orale de 50 % alors que celle de l'aciclovir n'est que de 10 à 20 %.

## Propriétés pharmacologiques
Le valaciclovir est un ester dérivé de l’aciclovir et de la L-valine. L’estérification offre un potentiel semblable mais a des propriétés pharmacocinétiques plus favorables dont la fréquence d’administration (le valaciclovir est administré deux fois par jour en cas d’herpès génital alors que l’aciclovir doit être pris cinq fois par jour) ainsi que l’augmentation de la biodisponibilité de près de 4 fois, soit 54 % pour le valaciclovir.

## Mécanisme d'action
Le valaciclovir est presque totalement converti en aciclovir lors du premier passage dans l'intestin ou le foie. Cet analogue synthétique de la guanine, par hydrolyse, est ensuite phosphorylé par la thimidine kinase du virus. L’affinité de la molécule pour la thimidine kinase virale est près de 200 fois supérieure à celle de l’enzyme humaine. La phosphorylation est donc négligeable au niveau cellulaire, réduisant les effets secondaires. Cette affinité sélective est le résultat de l’activation et de la concentration de l’aciclovir dans les cellules infectées. Pour le cytomégalovirus, la phosphorylation est assurée par une activité phosphotransférase dépendante du gène viral UL97.
Après la phosphorylation en aciclo-GMP, les enzymes cellulaires catalysent la phosphorylation en aciclo-GDP et en aciclo-GTP. Le triphosphate d’aciclovir ainsi formé interfère avec l’ADN polymérase de l’herpès virus en tant qu’inhibiteur compétitif sélectif. Il inhibe la réplication de l’ADN viral en entrant en compétition avec les désoxyguanosine triphosphates. De plus, l’aciclo-GTP est incorporé dans le brin d'acide nucléique du virus empêchant son dédoublement et causant sa terminaison. Il réduit ainsi la durée d’élimination du virus et facilite la guérison d’infections primaires cutanées et d’infections cutanéomuqueuses.

## Pharmacocinétique
Des études sur la pharmacocinétique de valaciclovir ont démontré qu’aucune accumulation de prodrogue non convertie ne s’observait dans le plasma des patients. En effet, la plus haute concentration retrouvée était inférieure à 0,87 μg·ml-1 immédiatement après l’administration d’une dose de 2 000 mg. À la suite d'une administration orale, il a été possible d’observer une relation très linéaire entre la dose de valaciclovir et le niveau d’aciclovir dans le plasma. Ces mêmes études ont aussi démontré que la biodisponibilité de valaciclovir était de 3 à 5 fois supérieure à celle de l’aciclovir. Cette biodisponibilité n’est pas affectée par la prise alimentaire. La demi-vie du médicament dans le plasma est de 3 heures. L’élimination s’effectue par voie rénale sous forme d’aciclovir et de son métabolite, le 9-(carboxyméthoxyméthyl)guanine. Une fonction rénale altérée, lors d’insuffisance rénale chronique, risque d’induire des troubles neurologiques sérieux associés à une demi-vie allongée d’un facteur 5.

## Précautions
Des épisodes de trouble neurologique lors de l’utilisation de valaciclovir ont été observés chez des patients qui présentaient une insuffisance rénale chronique. On y note des confusions mentales ayant entraîné une hospitalisation et associées à des tremblements, des myoclonies, une léthargie, une agitation et des hallucinations. Cela amène donc l’idée d’un risque de toxicité neurologique lié à l’utilisation de Valtrex ou de Zélitrex et met en lumière les risques liés à l’association entre fonction rénale altérée et posologie importante. Le valaciclovir doit donc être utilisé avec précaution chez des patients âgés dont la fonction rénale peut être altérée et chez les personnes souffrant d’insuffisance rénale. Il est maintenant nécessaire d’estimer la fonction rénale avant de prescrire le médicament.
Les résistances au valaciclovir par HSV et VZV peuvent être le résultat de mutations au niveau de la tyrosine-kinase (TK) virale et/ou de l’ADN polymérase. Les mécanismes de résistance au valaciclovir de ces deux virus sont les mêmes. La plupart des mutants résistants ont été isolés depuis des patients immunocompromis, et ils présentaient une déficience dans le gène codant la TK. D’autres mutants observés présentaient une TK partielle ou altérée.

## Effets secondaires

### Courants
- Nausées
- Vomissements
- Diarrhées
- Céphalées
- Éruptions cutanées
- Sécheresse de la bouche

### Rares
- Anomalies de la fonction rénale (élévation du taux de créatine dans l'urine, insuffisance rénale aiguë)
- Troubles hématologiques (anomalies leucocytaires, thrombocytopénies, anémie aplasique, PTT/SHU)
- Troubles neurologiques (hallucinations, comportements agressifs, diminution de la conscience, tremblements, etc.)

## Contre-indication
Le valaciclovir est contre-indiqué chez les femmes enceintes ou qui allaitent ainsi que chez les personnes présentant une hypersensibilité à la molécule. Ainsi, il devrait être administré uniquement si l'utilité thérapeutique justifie les risques pour le fœtus. De plus, l'aciclovir, le métabolite principal du valaciclovir, est excrété dans le lait maternel, toutefois, le valaciclovir lui-même n'a été décelé ni dans le sérum de la mère, ni dans le lait maternel et ni dans l'urine du nouveau-né.

## Sécurité
Le valaciclovir n’est ni mutagène, ni cancérogène et ni tératogène. En effet, aucune différence significative sur l’incidence de tumeurs n’a été observée au moment d’essais chez des rats traités au valaciclovir et des rats contrôle.

## Indications

### Infections àSimplexvirushumain(herpès) (HSV)[9]

#### Chez les personnes immunocompétentes
Le valaciclovir permet le traitement du premier épisode d’infections génitales et les récurrences ultérieures possibles. Le médicament prévient les épisodes d’infections oculaires (kératites épithéliales, kératites stromales et kérato-uvéites).
Posologie type : 500 mg, 2 fois par jour pendant 10 jours lors du premier épisode ; 1 000 mg par jour en une ou deux prises pendant 5 jours lors des épisodes de récurrence.

#### Chez les personnes immunodéprimées
Le valaciclovir permet aussi le traitement du premier épisode d’infections génitales et les récurrences ultérieures possibles. Le médicament pourra aussi prévenir des infections génitales récidivantes, des infections orofaciales ainsi que des infections orales herpétiques ou radioinduites.
Posologie type : 2 000 mg par jour pendant au moins 5 jours.

### Infections àvirus varicelle-zona(VVZ)
Le valaciclovir est aussi efficace que l’aciclovir sur les infections à l’herpès virus, mais son effet est supérieur dans le traitement du zona. En effet, sa grande biodisponibilité permet une sensibilité de près de 20 fois supérieure. Le médicament sera utilisé dans la prévention des douleurs ainsi que dans la prévention des complications oculaires. Un traitement antiviral dans les 72 heures après le début des éruptions raccourcit la durée des douleurs et de l’éruption et diminue l’incidence.
Posologie type : 1 000 mg de valaciclovir, 3 fois par jour pendant 7 jours.

### Autres infections
Cette molécule antivirale est aussi efficace contre le cytomégalovirus (CMV), le virus d'Epstein-Barr (EBV) et l'herpès simien herpès virus B.

## Spécialités contenant du valaciclovir
- Médicaments contenant du valaciclovir commercialisés en France[12] :
  - Zelitrex ;
  - valaciclovir générique des laboratoires Ranbaxy, Mylan, Alter, Arrow, Sandoz, EG, Pfizer, Ratiopharm, Actavis, Biogaran et Teva.
- Médicament contenant du valacyclovir commercialisé en Australie et au Canada :
  - Valtrex.